# 토론토 랩터스
토론토 랩터스(영어: Toronto Raptors)는 캐나다 온타리오주에 있는 토론토를 연고지로 하는 NBA 동부 콘퍼런스 애틀랜틱 디비전 소속 프로농구 팀이다.
1995년에 창단한 역사가 짧은 팀으로 NBA 팀들 중에선 유일하게 연고지가 캐나다에 있는 팀이다. 창단한 후 4시즌 동안 하위권을 맴돌았으나 1998년 드래프트에서 뽑은 슈팅 가드 빈스 카터의 활약을 바탕으로 1999-2000 시즌에 최초로 플레이오프에 진출했으며 이후 3시즌 연속 플레이오프에 진출하는 데 성공했다.
하지만 2000~2001 시즌에 1라운드를 통과한 것이 최고 성적일 정도로 플레이오프에서의 활약은 미진했다. 2004년 팀의 기둥인 빈스 카터가 떠난 뒤 최악의 성적을 기록하던 토론토 랩터스는 파워 포워드 크리스 보쉬의 활약을 바탕으로 재기에 성공, 2006~2007 시즌과 2007~2008 시즌 2년 연속 플레이오프에 진출하는 데 성공했다. 그리고 2008~2009시즌 개막 전에 인디애나 페이서스의 저메인 오닐을 영입함으로써 보다 강력한 골밑을 갖추게 되었다.
2010년, 크리스 보쉬는 마이애미 히트로 이적하고, 랩터스는 팀 리빌딩에 돌입한다.
이후 카일 라우리, 더마 드로잔 등의 슈퍼스타를 키워내는데에 성공한 토론토 랩터스는 명실상부한 동부의 컨텐더로 성장하게 되었다.

## 역대 홈경기장

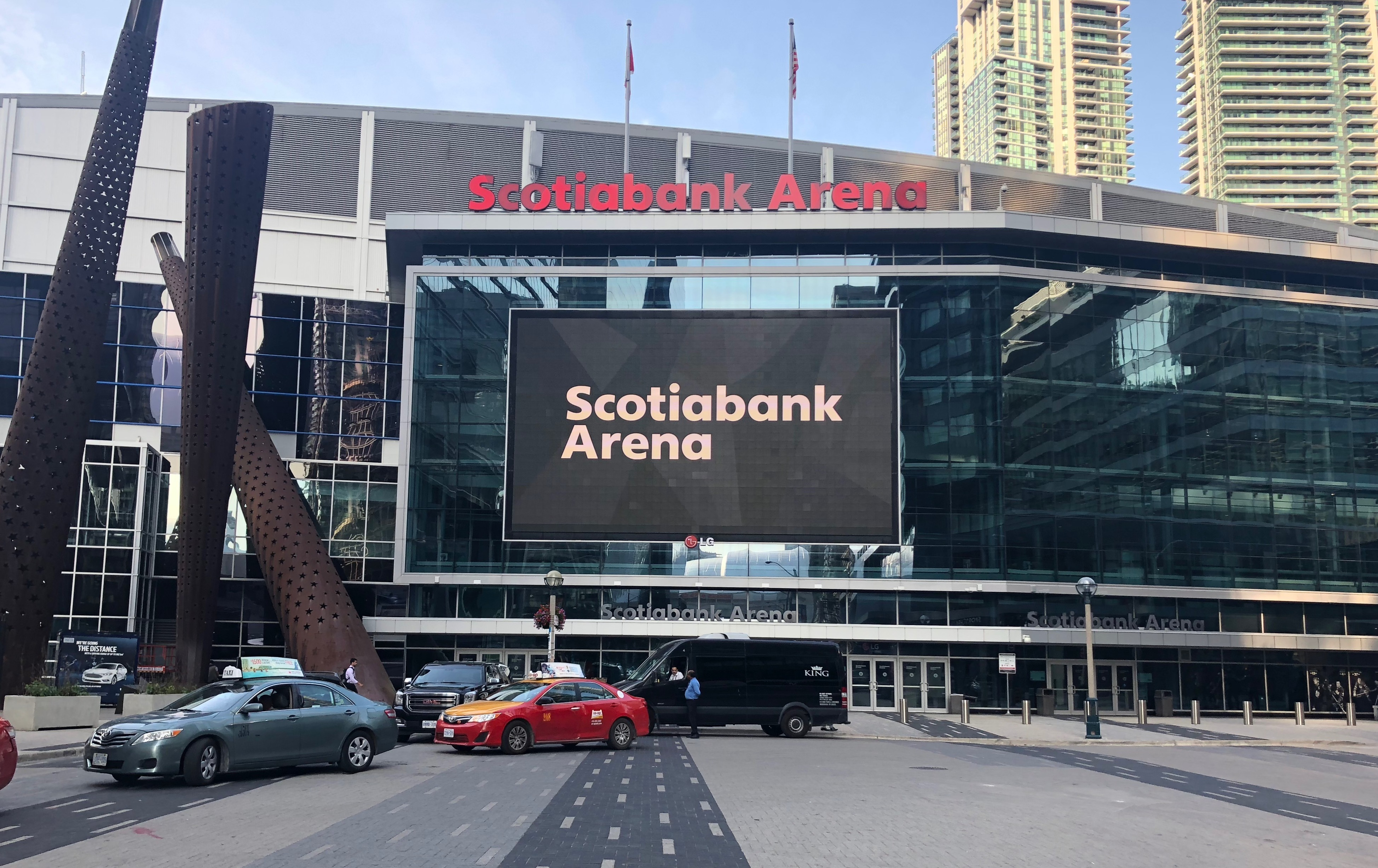
토론토 랩터스의 홈경기장인 스코샤뱅크 아레나

| 경기장             | 사용기간      | 수용인원 | 장소              | 비고                                       |
| ------------------ | ------------- | -------- | ----------------- | ------------------------------------------ |
| 토론토 랩터스      |               |          |                   |                                            |
| 스카이 돔          | 1995년~1999년 | 28,708명 | 온타리오주 토론토 | 빈칸                                       |
| 캅스 콜리시엄      | 1995년~1999년 | 18,800명 | 온타리오주 해밀턴 | 제2홈경기장                                |
| 메이플 리프 가든스 | 1995년~1999년 | 17,000명 | 온타리오주 토론토 | 제2홈경기장                                |
| 스코샤뱅크 아레나  | 1999년~현재   | 19,800명 | 온타리오주 토론토 | 에어 캐나다 센터 (1999년~2018년)           |
| 아말리 아레나      | 2020년~2021년 | 20,500명 | 플로리다 주 탬파  | 코로나-19로 인해 임시 홈경기장으로 사용함. |

## 영구 결번
| 번호          | 이름        | 포지션 | 활동 기간     | 비고                           |
| ------------- | ----------- | ------ | ------------- | ------------------------------ |
| 토론토 랩터스 |             |        |               |                                |
| 6             | 빌 러셀     | 센터   | 빈칸          | NBA 최초로 전 구단 영구결번됨. |
| 7             | 카일 라우리 | 가드   | 2012년~2021년 | 빈칸                           |
| 15            | 빈스 카터   | 포워드 | 1998년~2004년 | 빈칸                           |

## 라이벌
- 브루클린 네츠
- 뉴욕 닉스

## 토론토-벤쿠버시리즈
- 시리즈 전적 : 4승 1패로 토론토 랩터스가 우위

| 날짜             | 장소                      | 경기장                     | 홈팀                         | 스코어                       | 원정팀                       | 관중수                       |
| ---------------- | ------------------------- | -------------------------- | ---------------------------- | ---------------------------- | ---------------------------- | ---------------------------- |
| 1995년 10월 21일 | 매니토바주 위니펙         | 위니펙 아레나              | 토론토 랩터스                | 98 - 77                      | 밴쿠버 그리즐리스            | 11,203                       |
| 1996년 10월 27일 | 앨버타주 캘거리           | 캐나디언 에어라인스 새들돔 | 토론토 랩터스                | 77 - 80                      | 밴쿠버 그리즐리스            | 15,104                       |
| 1997년 10월 20일 | 노바스코샤주 핼리팩스     | 핼리팩스 메트로 센터       | 밴쿠버 그리즐리스            | 98 - 107                     | 토론토 랩터스                | 8,190                        |
| 1998년 10월 19일 | 브리티시컬럼비아주 벤쿠버 | 제너럴 모터스 플레이스     | 파업으로 인해 개최되지 않다. | 파업으로 인해 개최되지 않다. | 파업으로 인해 개최되지 않다. | 파업으로 인해 개최되지 않다. |
| 1999년 10월 18일 | 앨버타주 에드먼턴         | 스카이리치 센터            | 토론토 랩터스                | 110 - 84                     | 밴쿠버 그리즐리스            | 12,852                       |
| 2000년 10월 12일 | 온타리오주 오타와         | 코렐 센터                  | 밴쿠버 그리즐리스            | 92 - 97                      | 토론토 랩터스                | 14,783                       |

## 같이 보기
- 토론토 허스키스
- 토론토 템포